# Griekenland op het Eurovisiesongfestival 1979
Griekenland nam deel aan het Eurovisiesongfestival 1979 in Jeruzalem, Israël. Het was de 5de deelname van het land op het Eurovisiesongfestival. De selectie verliep voor het eerst via een nationale finale. ERT was verantwoordelijk voor de Griekse bijdrage voor de editie van 1979.

## Selectieprocedure
De Griekse openbare omroep koos er voor het eerst voor om een nationale finale te organiseren. Deze werd gehouden in het Municipal Theater in Piraeus en werd gepresenteerd door Vasilis Tsivilikas. De winnaar werd gekozen door een 65-koppige jury.
| № | Zanger                                                                                     | Lied                                          | Punten | Plaats |
| - | ------------------------------------------------------------------------------------------ | --------------------------------------------- | ------ | ------ |
| 1 | Kostas Hatzis                                                                              | "Na'han Oli I Anthropi Mia Agapi Opos Ki Ego" | 379    | 3      |
| 2 | Bessy Argiraki                                                                             | "Athena (Mana Mou)"                           | 322    | 5      |
| 3 | Sofia Zaninou                                                                              | "Stin Arhi"                                   | 271    | 6      |
| 4 | Christie Stasinopoulou                                                                     | "Dose Mou Enan Stiho"                         | 462    | 2      |
| 5 | Elpida                                                                                     | "Sokrati"                                     | 528    | 1      |
| 6 | Paola Komini, Maria Filosofou, Fotini Filosofou, Dimitris Kontoyiannis & Stefanos Dekerian | "Dio Se Mia Ombrella"                         | 349    | 4      |

## In Jeruzalem
Griekenland moest als 7de optreden in Jeruzalem, net na Monaco en voor Zwitserland. Op het einde van de puntentelling hadden de Grieken 69 punten verzameld, wat ze op een 8ste plaats bracht.
België had 1 punt over en Nederland 7 punten over voor de inzending.

### Gekregen punten

#### Finale
| 12 punten   | 10 punten             | 8 punten | 7 punten                                    | 6 punten              |
| ----------- | --------------------- | -------- | ------------------------------------------- | --------------------- |
|             | - Israël - Portugal   |          | - Monaco - Nederland - Spanje - Zwitserland |                       |
| 5 punten    | 4 punten              | 3 punten | 2 punten                                    | 1 punt                |
| - Luxemburg | - Frankrijk - Ierland |          | - Duitsland - Oostenrijk - Zweden           | - België - Denemarken |

### Punten gegeven door Griekenland

#### Finale
Punten gegeven in de finale:
| 12 punten | Denemarken  |
| 10 punten | Ierland     |
| 8 punten  | Frankrijk   |
| 7 punten  | Finland     |
| 6 punten  | Spanje      |
| 5 punten  | Luxemburg   |
| 4 punten  | Israël      |
| 3 punten  | Nederland   |
| 2 punten  | Zwitserland |
| 1 punt    | Zweden      |

1974 · 1975 · 1976 · 1977 · 1978 · 1979 · 1980 · 1981 · 1982 · 1983 · 1984 · 1985 · 1986 · 1987 · 1988 · 1989 · 1990 · 1991 · 1992 · 1993 · 1994 · 1995 · 1996 · 1997 · 1998 · 1999-2000 · 2001 · 2002 · 2003 · 2004 · 2005 · 2006 · 2007 · 2008 · 2009 · 2010 · 2011 · 2012 · 2013 · 2014 · 2015 · 2016 · 2017 · 2018 · 2019 · 2020 · 2021 · 2022 · 2023 · 2024 · 2025